# Hughenden Airport
Hughenden Airport är en flygplats i Australien. Den ligger i kommunen Flinders och delstaten Queensland, omkring 1 200 kilometer nordväst om delstatshuvudstaden Brisbane.
Trakten runt Hughenden Airport är nära nog obefolkad, med mindre än två invånare per kvadratkilometer.. Närmaste större samhälle är Hughenden, nära Hughenden Airport. 
Omgivningarna runt Hughenden Airport är i huvudsak ett öppet busklandskap. Genomsnittlig årsnederbörd är 594 millimeter. Den regnigaste månaden är februari, med i genomsnitt 163 mm nederbörd, och den torraste är september, med 2 mm nederbörd.